# Эсса
Э́сса, Э́са (бел. Э́са) — река в Крупском районе Минской области и Лепельском и Чашникском районах Витебской области.
Длина — 84 км, площадь бассейна — 1040 км², среднегодовой расход воды в устье — 7,28 м³/с. Истоки реки — в Крупском районе. Протекает река по Верхнеберезинской низменности и Ушачско-Лепельской возвышенности. В верхнем течении на протяжении 38 км река канализирована, ширина — 2—5 м в верховьях, до 12 м в низовьях.
Впадает в озеро Лепельское (бассейн Уллы). Начинается в 0,6 км на юг от д. Двор-Пересика (Крупский район). Средний наклон водной поверхности 0,4 ‰.
Основные притоки: Дераженка, Бойна, Свядица (справа), Береща (слева), густота речной сети 0,4 км/км². Рельеф слабохолмистый, сложенный из моренных отложений — песка и глин. Озёрность 1 %. Леса (48 %) смешанные, с преобладанием хвойных пород, распространены в основном в нижней части водосбора. 40 % под пахотой. Долина преимущественно трапециевидная, ширина в верхнем течении 2—3 км, ниже до 1 км, местами до 6 км. Склоны умеренно порезанные, на большом протяжении пологие, супесчаные, покрыты лесом, высота 5—20 м. Пойма двухсторонняя, в верхнем и среднем течении ширина 300—600 м, в нижнем течении — 100—200 м, местами расширяется до 0,5—1 км, заболоченная, сложена из торфа, в нижнем течении луговая, затапливается на глубину до 1 м, на отдельных участках до 2 м сроком на 7—14 суток. Берега крутые, обрывистые, в верховье очень низкие. На период весеннего половодья приходится около половины годового стока. Половодье обычно с 3-й декады марта до конца мая, продолжительность около 50 суток. Замерзает в начале 3-й декады декабря, ледолом в середине марта, а в суровые затяжные зимы в начале апреля. В тёплые зимы река не замерзает. Ледолом в некоторые годы сопровождается ледоходом. Река используется как водоприёмник мелиорационных систем.
Название Эсса может быть связано с угорским эс — «большая протока, река».